# Козли (Великопольське воєводство)
Козли (пол. Kozły, нім. Cäcilienthal) — село в Польщі, у гміні Остшешув Остшешовського повіту Великопольського воєводства.
Населення — 87 осіб (2011).
У 1975-1998 роках село належало до Каліського воєводства.

## Демографія
Демографічна структура станом на 31 березня 2011 року:
|          | Загалом | Допрацездатний вік | Працездатний вік | Постпрацездатний вік |
| -------- | ------- | ------------------ | ---------------- | -------------------- |
| Чоловіки | 52      | 14                 | 35               | 3                    |
| Жінки    | 35      | 5                  | 23               | 7                    |
| Разом    | 87      | 19                 | 58               | 10                   |